# Paulo Backes
Paulo Backes (Santa Cruz do Sul, 16 de abril de 1962) é um fotógrafo, paisagista e agrônomo brasileiro. Formado em Agronomia e pós-graduado em Botânica pela Universidade Federal do Rio Grande do Sul, é autor de livros e exposições fotográficas sobre a biodiversidade do Bioma Pampa além de realizar trabalhos de recuperação ambiental e criação de parques ambientais. 

## Biografia
Formou-se em Agronomia em 1983 pela Universidade Federal do Rio Grande do Sul e recebeu seu título de Mestre em Botânica em 1995 pela mesma universidade. Trabalhou na Secretaria Municipal do Meio Ambiente de Porto Alegre em 1989 e 1990. Idealizou o curso de extensão Fotografia Ambiental na UFRGS onde ministrou aulas de 1993 a 1995. Em 1998 desenvolveu o projeto editorial e atuou como fotógrafo e editor de imagens do Atlas Ambiental de Porto Alegre que recebeu o "Prêmio Especial do Júri para Literatura Adulta" do Prêmio Açorianos de 1999.Ainda em 1998 passa a trabalhar com o ecologista José Lutzenberger em projetos de paisagismo e educação ambiental, trabalhos que realiza até hoje na Fundação Gaia.  Em 2002 lançou o livro Árvores do Sul e, nos anos seguintes, os livros Árvores Cultivadas no Sul do Brasil, Mata Atlântica - As Árvores e a Paisagem e Lutzenberger e a Paisagem.
Em 1999 realizou sua primeira exposição fotográfica individual: "Árvores dos Pagos", um registro documental das árvores presentes na cultura e no pago meridional. A partir de 2009 Backes apresentou outras exposições individuais como "Agricultura Familiar", que reuniu imagens sobre as diversas dimensões do cotidiano e da cultura da agricultura familiar, "Ecossistemas Aquáticos" e Cactus Gaúchos, nas quais utilizou imagens que captou durante 25 anos em diferentes regiões do Estado. Além disso, participou de exposições coletivas na Fundação Cultural de Curitiba, na Bolsa de Arte de Porto Alegre, na Câmara Clara no Rio de Janeiro e no Centro Cultural da UFMG, em Belo Horizonte.Sobre a exposição "Árvores do Sul", o autor afirmou:
"Passados 30 anos, elas continuam sempre ao seu redor. Continuei fotografando-as, plantei milhares e fiz livros sobre elas." 
Como paisagista, realizou trabalhos de recuperação ambiental e participou da criação de parques ambientais como os da Fundação Iberê Camargo em Porto Alegre e na empresa Souza Cruz em Santa Cruz do Sul. Atualmente é consultor da Fundação Gaia, entidade criada por José Lutzenberger, ecologista de quem foi amigo e parceiro de paisagismo além, atua como fotógrafo comercial, é colaborador eventual de jornais e revistas e administra um arquivo com mais de 20.000 imagens sobre paisagens naturais e culturais da Região Sul do Brasil. 

## Obra

### Publicações
- Lutzenberger e a Paisagem: Paisagem do Sul, 2005. Autor.
- Mata Atlântica - As Árvores e a Paisagem (Paulo Backes / Bruno Irgang): Paisagem do Sul, 2004. Autor.
- Árvores Cultivadas no Sul do Brasil (Paulo Backes / Bruno Irgang): Paisagem do Sul, 2004. Autor.
- Árvores do Sul (Paulo Backes / Bruno Irgang): Instituto Souza Cruz, RJ, 2002. Autor.
- Atlas Ambiental de Porto Alegre: Editora da UFRGS, 1998. Idealização e fotografia.

### Exposições e Mostras Fotográficas

#### Individuais
- Pampa: Jardim Lutzenberger – Casa de Cultura Mario Quintana, 2013.[10]
- Ecossistemas Aquáticos: Jardim Lutzenberger – Casa de Cultura Mario Quintana, 2012.
- Cactus Gaúchos: Jardim Lutzenberger – Casa de Cultura Mario Quintana, 2011.
- Agricultura Familiar: Solar dos Câmara - Assembléia Legislativa do RS, 2009.
- Árvore dos Pagos: Galeria dos Arcos da Usina do Gasômetro, 1999 e 2010.

#### Coletivas
- Shangai: Galeria dos Arcos da Usina do Gasômetro, 2010 (com o grupo de fotografia Baita Profissional)
- Photo Morpho Vegetabilis: Fundação Cultural de Curitiba, Bolsa de Arte de Porto Alegre, Câmara Clara no Rio de Janeiro e Centro Cultural da UFMG, 2001 e 2002 (com o grupo de fotografia Partenon)